# Dunkelhaft
Die Dunkelhaft ist eine Form der Inhaftierung, bei der der Gefangene kein Sonnen- oder sonstiges Licht sieht. Meistens ist er in einer völlig abgedunkelten Zelle eingesperrt.

## Geschichte der Dunkelhaft

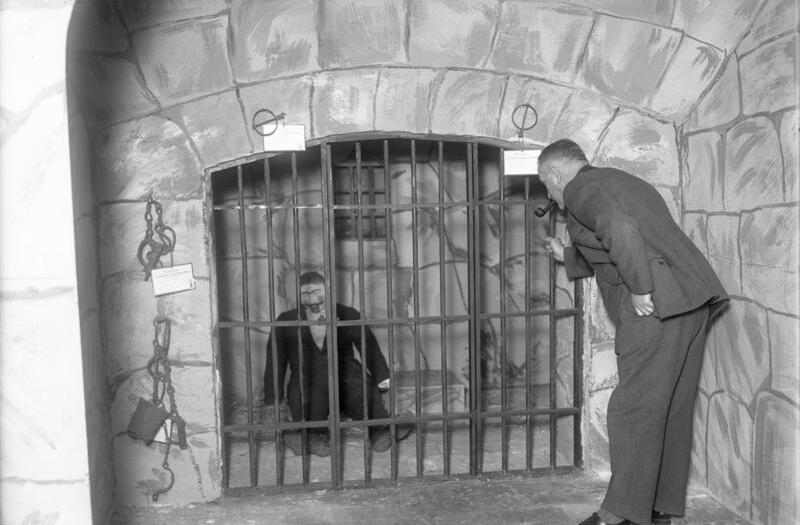
Der Strafvollzug (um 1900). Eine Dunkelhaftzelle im Keller des Polizei-Instituts. So wurden früher renitente Strafgefangene behandelt. Der Gefangene wurde mit Ketten an die Wand angeschlossen und musste so mehrere Tage auf dem kalten Steinboden zubringen.

Diese Form der Haft war schon in der frühen Neuzeit bekannt, wo Gegner der Regierung oder der Majestätsbeleidigung Beschuldigte in Dunkelhaft gesperrt wurden, um sie zu einem Geständnis zu bewegen. Aber erst im 20. Jahrhundert wurde die Dunkelhaft massenhaft eingesetzt, beispielsweise im sowjetischen Gulag oder in den Konzentrationslagern des Dritten Reiches in so genannten Stehbunkern sowie auch in US-Gefängnissen, etwa dem berüchtigten D-Block von Alcatraz. Eine ausführliche Schilderung der Dunkelhaft in einem US-amerikanischen Militärgefängnis bietet der Roman Verdammt in alle Ewigkeit.
In Österreich gab es „Dunkelhaft bei Wasser und Brot“ noch in den 1960er Jahren als Haftverschärfung (z. B. am Jahrestag der Tat).

## Dunkelhaft als Folter
Dunkelhaft wird in vielen Diktaturen und Militärregimes als Foltermethode eingesetzt, bei der man keine körperlichen Folgen sieht (so genannte Weiße Folter).
Dunkelhaft wurde auch als Mittel zur Indoktrinierung bzw. Gehirnwäsche benutzt.

## Folgen der Dunkelhaft
Die eigentliche Qual dabei besteht in der andauernden Dunkelheit. Dauert diese längere Zeit an, degenerieren die Sehnerven und es kommt zu psychischen Schäden wie beispielsweise Depressionen, Halluzinationen, Desorientiertheit, Gedächtnisstörungen, Nervenzusammenbruch, Kontaktschwierigkeiten, Verwirrtheit oder Psychosen. Dunkelhaft über längere Zeit kann möglicherweise zur Erblindung führen.